# One Commerce Square (Filadelfia)
One Commerce Square – budynek w Filadelfii w USA. Budynek ten został zaprojektowany przez Pei Cobb Freed & Partners. Jego budowa zakończyła się w 1987 roku. Ma 172 metrów wysokości i 41 pięter. Jest wykorzystywany w celach biurowych. Został wykonany w stylu nowoczesnym.